# Bài ca năm tấn
"Bài ca năm tấn" là một nhạc phẩm thuộc dòng nhạc cách mạng và nhạc quê hương Việt Nam được sáng tác bởi nhạc sĩ Nguyễn Văn Tý vào năm 1967. Bài hát được nhiều người Việt Nam biết đến với giọng hát của nghệ sĩ Bích Liên.
Bài hát "Bài ca năm tấn" ra đời tại Hưng Yên trong giai đoạn nhạc sĩ Nguyễn Văn Tý đang công tác và đi thực tế tại địa phương này, lời hát ban đầu của ca khúc viết về Hưng Yên. Sau đó, Nguyễn Văn Tý đã chỉnh sửa ca từ và cho xuất bản nhạc phẩm, và nhiều người Việt cũng như báo chí Việt Nam đã nhận định rằng bài hát này viết tại Thái Bình và viết cho tỉnh này, thời điểm đó đang đạt năng suất lúa là 5 tấn/ha.
Bài hát đã được nhiều nghệ sĩ Việt Nam sau này trình bày thành công, trở thành một trong những ca khúc nổi bật viết về đề tài nông nghiệp tại Việt Nam.

## Ra đời
Sau chiến tranh Đông Dương, Việt Nam Dân chủ Cộng hòa đi theo con đường xây dựng chủ nghĩa xã hội, nhiều phong trào thi đua được khơi dậy trong giai đoạn 1961–1965, trong đó có "Gió Đại Phong" trong nông nghiệp. Giai đoạn từ năm 1961 đến 1967, nhạc sĩ Nguyễn Văn Tý sống và làm việc, đi thực tế tại tỉnh Hưng Yên. Trong thời gian công tác tại Hưng Yên, ông đã tìm hiểu về các hợp tác xã sản xuất nông nghiệp tại địa phương này.
Vào năm 1965, Hoa Kỳ phát động Chiến dịch Sấm Rền gây chiến tranh tại miền Bắc, các phong trào "Ba sẵn sàng" và "Ba đảm đang" đã được phát động trong nhiều lĩnh vực. Trong nông nghiệp, chính quyền Việt Nam Dân chủ Cộng hòa phát động phong trào thi đua đạt 5 tấn/hecta. Nguyễn Văn Tý thời gian này đi thực tế tại hợp tác xã Trai Trang thuộc huyện Yên Mỹ, Hưng Yên, nơi có năng suất lúa 4 tấn/hecta, đứng vào hạng nhất của tỉnh này. Ông đã cho ra đời ca khúc "Bài ca năm tấn" ngay sau chuyến đi, bài hát ban đầu có câu "Năm tấn thóc để góp phần đánh Mỹ, ruộng đất Hưng Yên không muốn nghỉ một ngày", rồi đưa lãnh đạo Ban Tuyên huấn Tỉnh ủy Hưng Yên duyệt để in phổ biến nhưng bị nhận xét là "không thật" do chỉ có tỉnh Thái Bình mới đạt 5 tấn lúa, trong khi Hưng Yên chưa đạt được. Sau đó, theo góp ý, Nguyễn Văn Tý đã sửa hai chữ "Hưng Yên" thành "quê ta", câu hát trở thành "Ruộng đất quê ta không muốn nghỉ lấy một ngày". Năm 1967, ông chính thức cho ra đời ca khúc với lời đã được sửa tại Hưng Yên, và ngay sau đó đã đoạt giải nhất một cuộc thi sáng tác về đề tài nông nghiệp.
Trong giai đoạn chiến tranh Việt Nam, Bích Liên đã trình bày ca khúc này trên sóng Đài Tiếng nói Việt Nam. "Bài ca năm tấn" cũng được xem là một bài "tủ" của nghệ sĩ này.

## Đón nhận, đánh giá và sử dụng
"Bài ca năm tấn" khi vừa ra đời đã nhanh chóng lan truyền khắp cả nước. Bài hát được coi là "tạo khí thế tiến công", "nhiệt tình hăng say lao động", "mang được cả hồn quê". Tuổi trẻ nông thôn đã hát ca khúc này trong phong trào "tiếng hát át tiếng bom" trong cuộc chiến tranh Việt Nam lúc bấy giờ. Theo báo Tuổi Trẻ, bài hát được xem là "ca khúc xuất chúng về đề tài nông thôn Việt Nam". Nhiều người Việt và báo chí Việt Nam vẫn cho rằng bài hát này được nhạc sĩ Nguyễn Văn Tý viết ở Thái Bình và viết riêng cho Thái Bình. Ở thời điểm năm 1965, hợp tác xã Tân Phong của tỉnh Thái Bình là đơn vị đầu tiên của miền Bắc đạt năng suất 5 tấn lúa/hecta, nhiều người coi đây là một "tỉnh ca" của Thái Bình, lãnh đạo tỉnh Thái Bình rất tự hào về thành tích này và yêu mến nhạc sĩ Nguyễn Văn Tý, coi ông là công dân danh dự của tỉnh, mặc dù nhạc sĩ chia sẻ ông không có ý viết về địa phương nào trong bài hát với lời nhạc xuất bản có câu "đất quê ta cũng thể Thái Bình" nhằm động viên mọi nơi noi theo Thái Bình. Tuy nhiên, lời hát ban đầu của bản nhạc viết về Hưng Yên và bài hát ra đời, lấy bối cảnh thực tế ở Hưng Yên; thậm chí theo tác giả Lê Xuân trên tờ Đại biểu nhân dân tỉnh Nghệ An, "Bài ca năm tấn" được xem là một sáng tác mà Nguyễn Văn Tý "vun xới" cho Hưng Yên.
"Bài ca năm tấn" cũng được Nguyễn Văn Tý khai thác từ chất liệu chèo, hát trống quân của miền Bắc Việt Nam để sáng tác. Theo cây viết Nguyễn Trương Quý, khi thể hiện ca khúc này, nghệ sĩ Bích Liên có "màn thể hiện tuyệt vời những câu đảo phách và những cụm nốt treo phức tạp". Đại tướng Võ Nguyên Giáp ở thời điểm sinh thời cũng được cho là rất thích bài hát này và luôn yêu cầu một nữ văn công hát mỗi lần gặp mặt. Tuy nhiên, bài hát vẫn nhận đánh giá tiêu cực từ nhà văn Trang Hạ vào năm 2014, "một cái hình ảnh đẹp đẽ nhưng mà nó làm tổn thương xã hội này".
Sau năm 1975, một vài ca sĩ đã thể hiện lại ca khúc này. Một trong những giọng hát được cho là tiêu biểu khi trình bày ca khúc là nghệ sĩ Thu Hiền. Nghệ sĩ Lan Anh cũng từng thể hiện ca khúc trong một MV. Năm 2012, chương trình nghệ thuật "Thái Bình – Vang mãi bài ca năm tấn" đã được tổ chức tại Thành phố Hồ Chí Minh. Vào năm 2014, trong lần đầu tiên Đài Truyền hình Việt Nam phát sóng chương trình Giai điệu tự hào, "Bài ca năm tấn" đã được lựa chọn làm chủ đề của chương trình, và Tân Nhàn đã thể hiện ca khúc này. Năm 2025, bài hát cũng đã được sử dụng trong chương trình chính luận nghệ thuật nhân kỷ niệm 60 năm phong trào "Ba đảm đang", do Hội Liên hiệp Phụ nữ Thành phố Hà Nội tổ chức.

## Vinh danh
"Bài ca năm tấn" vào giai đoạn năm 1965–1967 đã đạt giải Nhất trong "Cuộc vận động viết về nông nghiệp" do Hội Nhạc sĩ Việt Nam và Bộ Nông nghiệp phát động. Năm 2000, bài hát là một trong sáu ca khúc của Nguyễn Văn Tý đã giúp ông được trao Giải thưởng Hồ Chí Minh đợt II về văn học nghệ thuật.